# Doxologi
Doxologi är det grekiska ordet för en lovprisning, vilket i kristenheten är en liturgisk term som avser lovprisning av Guds ära. Ordet är bildat av grekiskans doxa (δόξα) som betyder ära, berömmelse.
Doxologin indelas i den större och den mindre. Den större doxologin, Gloria in excelsis Deo, Ära vare Gud i höjden ... är en del av mässoratoriet i katolska kyrkan. Den mindre doxologin, Gloria Patri, Ära vare Fadern och Sonen och den Helige Ande... är ett obligatoriskt inskott mellan vers och antifon i det katolska introitus. Gloria Patri avslutar alla psalmer inom katolska kyrkan. Den stora och den lilla doxologin är främst förknippade med den romerska liturgin.
Herrens bön avslutas med en doxologi: Ditt är riket, din är makten och äran, i evighet, eller i den äldre versionen: Ty riket är ditt, och makten och härligheten i evighet, som inte finns i Matteus 6:9-13 varifrån bönens huvuddel är hämtad. Nattvardsbönen avslutas också med en doxologi.